# United States Navy SEALs
Navy SEALs er en af den amerikanske flådes kommandosoldater. Det er en specialenhed, der blev oprettet i 1962 som en moderniseret udgave af Underwater Demolition Team (UDT). SEAL står for Sea, Air and Land, og enheden løser opgaver inden for ukonventionel krigsførelse, anti-terrorisme og opklaringsmissioner.
Efter bestået basisuddannelse (BUD/S) og efterfølgende SEAL Qualification Training (SQT) har medlemmerne lov til at bære mærket Special Warfare Badge. Det er et af de lettest genkendelige symboler for amerikanske specialstyrker og bæres normalt sammen med flådens faldskærmsvinger, der tildeles efter 10 faldskærmsspring.
BUD/S er et halvårs optagelseskursus, der kun kan søges af mænd. Frafaldet er stort. Som en del af kurset skal aspiranterne gennem den berygtede "helvedesuge" (Hell Week). Her træner aspiranterne basale evner inden for kampdykning, sprængningstjeneste og infanteritaktik. Efter BUD/S følger et faldskærmskursus i Fort Benning. Inden optagelse i et af korpsets teams, gennemgår aspiranterne det såkaldte SQT-kursus (SEAL Qualification Training) med træning i taktiske færdigheder som våbentræning, nærkamp, orientering, sprængningstjeneste, vinterkrigstjeneste og sanitetstjeneste.
For at ligne de tropper, de støtter, bruger Navy SEALs modificerede versioner af det amerikanske forsvars forskellige camouflageuniformer.

## Navy SEALs på TV
Der er lavet film, spil og tv-serier om Navy SEALs og om korpsets missioner.

### Film
- SEAL Team Six: the Raid on Osama Bin Laden (2012).
- SEAL Team 8: Behind Enemy Lines (2014).
- Lone Survivor (2013).
- Act of Valor (2012).
- The Finest Hour (1991).
- Navy SEALs (1990).
- Captain Phillips (2013).
- American Sniper (2014).

### Spil
- Tom Clancy's Rainbow Six: Siege.
- Medal of Honor: Warfighter (MoHW) - Tier 1 operatorene også kendt som "AFO Neptune", er DEVGRU.
- Splinter Cell: Blacklist - Sam Fisher-karakteren man spiller er eks-SEAL.
- Deep Fear.
- Call of Duty: Modern Warfare 2 - mulighed for at spille SEALs i få multiplayer-baner.
- Call of Duty: Modern Warfare 3.
- Call of Duty 4: Modern Warfare.

### Serier
- SEAL Team.
- Hawaii-Five-O.
- Nikita.
- NCIS – "unSEALed".
- Seven Days.
- Lone Target – hvor ex-SEAL Joel Lambert skal flygte fra andre eliteenheder.
- "Six".